# Фланкур-Катлон
Фланку́р-Катло́н (фр. Flancourt-Catelon) — колишній муніципалітет у Франції, у регіоні Нормандія, департамент Ер. Населення — 482 осіб (2011).
Муніципалітет був розташований на відстані близько 130 км на північний захід від Парижа, 27 км на південний захід від Руана, 45 км на північний захід від Евре.

## Історія
До 2015 року муніципалітет перебував у складі регіону Верхня Нормандія. Від 1 січня 2016 року належав до нового об'єднаного регіону Нормандія.
1 січня 2016 року Фланкур-Катлон, Боск-Бенар-Крессі i Епревіль-ан-Румуа було об'єднано в новий муніципалітет Фланкур-Крессі-ан-Румуа.

## Демографія
Динаміка населення (INSEE ):
Розподіл населення за віком та статтю (2006):
| Стать | Всього | До 15 років | 15-24 | 25-44 | 45-64 | 65-85 | Понад 85 |
| --- | ------ | ----------- | ----- | ----- | ----- | ----- | -------- |
| Чоловіки | 251    | 74          | 12    | 82    | 55    | 24    | 4        |
| Жінки | 211    | 44          | 20    | 75    | 60    | 12    | 0        |
| \| Статево-вікова піраміда \| Статево-вікова піраміда \| Статево-вікова піраміда \| \| ----------------------- \| ----------------------- \| ----------------------- \| \| Чоловіки \| Вік \| Жінки \| \| 4 \| 85 + \| 0 \| \| 8 \| 80-84 \| 4 \| \| 0 \| 75-79 \| 0 \| \| 8 \| 70-74 \| 4 \| \| 8 \| 65-69 \| 4 \| \| 8 \| 60-64 \| 20 \| \| 23 \| 55-59 \| 16 \| \| 16 \| 50-54 \| 16 \| \| 8 \| 45-49 \| 8 \| \| 23 \| 40-44 \| 16 \| \| 16 \| 35-39 \| 20 \| \| 27 \| 30-34 \| 31 \| \| 16 \| 25-29 \| 8 \| \| 0 \| 20-24 \| 8 \| \| 12 \| 15-20 \| 12 \| \| 16 \| 10-14 \| 12 \| \| 35 \| 5-9 \| 16 \| \| 23 \| 0-4 \| 16 \| |        |             |       |       |       |       |          |
| Статево-вікова піраміда |        |             |       |       |       |       |          |
| Чоловіки | Вік    | Жінки       |       |       |       |       |          |
| 4 | 85 +   | 0           |       |       |       |       |          |
| 8 | 80-84  | 4           |       |       |       |       |          |
| 0 | 75-79  | 0           |       |       |       |       |          |
| 8 | 70-74  | 4           |       |       |       |       |          |
| 8 | 65-69  | 4           |       |       |       |       |          |
| 8 | 60-64  | 20          |       |       |       |       |          |
| 23 | 55-59  | 16          |       |       |       |       |          |
| 16 | 50-54  | 16          |       |       |       |       |          |
| 8 | 45-49  | 8           |       |       |       |       |          |
| 23 | 40-44  | 16          |       |       |       |       |          |
| 16 | 35-39  | 20          |       |       |       |       |          |
| 27 | 30-34  | 31          |       |       |       |       |          |
| 16 | 25-29  | 8           |       |       |       |       |          |
| 0 | 20-24  | 8           |       |       |       |       |          |
| 12 | 15-20  | 12          |       |       |       |       |          |
| 16 | 10-14  | 12          |       |       |       |       |          |
| 35 | 5-9    | 16          |       |       |       |       |          |
| 23 | 0-4    | 16          |       |       |       |       |          |

## Економіка
2010 року серед 310 осіб працездатного віку (15—64 років) 237 були активними, 73 — неактивними (показник активності 76,5%, у 1999 році було 72,8%). З 237 активних мешканців працювало 215 осіб (115 чоловіків та 100 жінок), безробітними було 22 (7 чоловіків та 15 жінок). Серед 73 неактивних 28 осіб було учнями чи студентами, 29 — пенсіонерами, 16 були неактивними з інших причин.

У 2010 році в муніципалітеті числилось 171 оподатковане домогосподарство, у яких проживали 484,0 особи, медіана доходів виносила 20 096 євро на одного особоспоживача